# Produs (marketing)
În marketing, un produs este orice lucru care poate fi oferit unei piețe care poate satisface o dorință sau o nevoie (Kotler et al., 2006).  Atunci când este folosit ca un termen econonomic "produsul" poate fi fie un bun fizic, tangibil (precum o carte) sau un serviciu (precum efectuarea unei tunsori). 

## Clasificarea produselor
Administrarea produsului implică tactici și strategii de dezvoltare care duc la creșterea cererii pentru respectivul produs (numită de obicei cerere) în timpul ciclului de viață al produsului. O tehnică simplă de înțelegere a unui produs este Sistemul de clasificare Aspinwall, prin care se clasifică produsele în funcție de cinci variabile:
1. Rata de înlocuire (Cât de des este produsul re-achiziționat?)
2. Rata de profit (cât profit se obține de pe urma fiecărui produs?)
3. Ajustarea comportamentului cumpărătorului (cât de flexibil este comportamentul de cumpărare al clientului cu privire la produs?)
4. Durata satisfacției produsului (cât timp produsul îi va satisface utilizatorului nevoile sau dorințele?)
5. Lungimea perioadei de căutare a produsului efectuată de cumpărător (Cât de mult timp sunt dispuși cumpărătorii să caute respectivul produs?)